# Hoekse verbondsakte

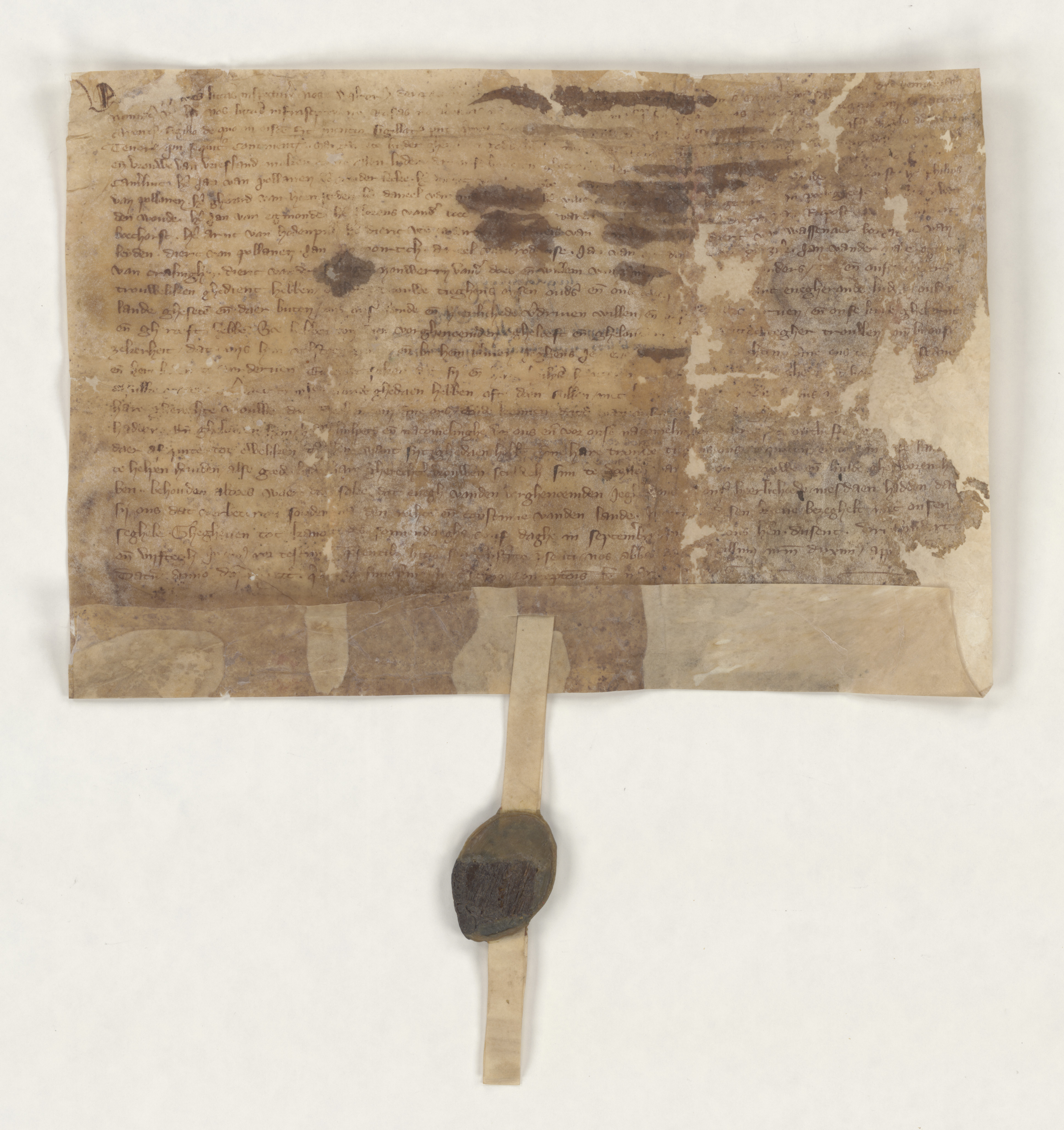
Hoekse verdrag akte uit de
inventaris van het archief van de Graven van Holland, 1189-1581.

De Hoekse verbondsakte was een reactie op de Kabeljauwse verbondsakte. Hij werd uitgevaardigd in september 1350, waarschijnlijk na de moord op Klaas van Zwieten. Een en ander vond plaats in het kader van wat vanaf de negentiende eeuw de Hoekse en Kabeljauwse twisten zou gaan heten.

## Ontstaan
De tegen verbondsakte werd op 5 september 1350 in Geertruidenberg getekend door Willem van Duvenvoorde, Jan II van Polanen en Dirk III van Brederode. Dezelfde avond nog werd dit verbond gesteund en bezegeld door Margaretha van Beieren, die op dat moment nog steeds de landsvrouw van Holland, Zeeland en Henegouwen was. Het verbond werd verder ondertekend door 29 edelen waaronder de heren Jacob en Herbaren van der Binkhorst, Arend III van Duvenvoorde, Herbaren van Riede, Floris van der Boekhorst, Gerard van Heemstede, Dirk van Raaphorst, Gerard en Reinier Dever, Dirk IV van Wassenaer en Ogier van Kralingen. Ook ondertekende een priester genaamd Matthijs van der Burch de akte, hij was een voormalig rentmeester in Noord-Holland en vazal van Willem van Duvenvoorde, die bedreigd was door 'Kabeljauwen'.

## Nieuwe aktes
In 1391-92 werd in het geheim een nieuwe verbondsakte opgesteld door de Hoeken en bezegeld door Willem van Oostervant, in de tekst luidde een zin "grave van Oostervant ende sine vriende". De moord op Aleid van Poelgeest volgde in september 1392 en de Hoeken werden daarvan verdacht. Op 30 december 1392 werd de uitspraak gedaan dat 55 Hoekse edelen verbannen werden uit Holland en hun bezittingen verbeurd werden verklaard.
Op 15 april 1420 werd een "nieuw Hoeks verbond" getekend door o.a. Frederik van Blankenheim, bisschop van Utrecht, Johan burggraaf van Montfoort, Filips heer van wassenaar, burggraaf van Leiden, Willem van Brederode, medebezegeld door Lodewijk van Montfoort, Willem van Montfoort, heer van Lathum .
In de Zoen van Delft uit 1428 werd voor het eerst schriftelijk gesproken over het dispuut van de Hoeken en Kabeljauwen als: dat niemand mag worden uitgesloten "noch Houck, noch Cabeljau".